# Teknikåret 1996

## Händelser

### September
- 10 september - Posten i Sverige lanserar sin portal Torget, och Internet slår igenom på bred front i Sverige.

### Oktober
- Oktober - Webb-TV lanseras av Web TV Networks Incorporation tillsammans med Philips Magnavox. [1]

### November
- November
  - Premiär för DVD i Japan.
- Digitalkassetten slutar tillverkas sedan Philips norterat svaga försäljningssiffror.[2]

### December
- 24 december - Internetpaketet är "årets julklapp" i Sverige [3][4].

### Okänt datum
- Utvecklingen av KDE startar, en fönstermiljö för Linux.